# Port lotniczy Wudżah Al Hadżar
Port lotniczy Wudżah Al Hadżar – regionalny port lotniczy położony niedaleko miasta Botrys, w północnym Libanie.